# Rosa d'Or del Papa

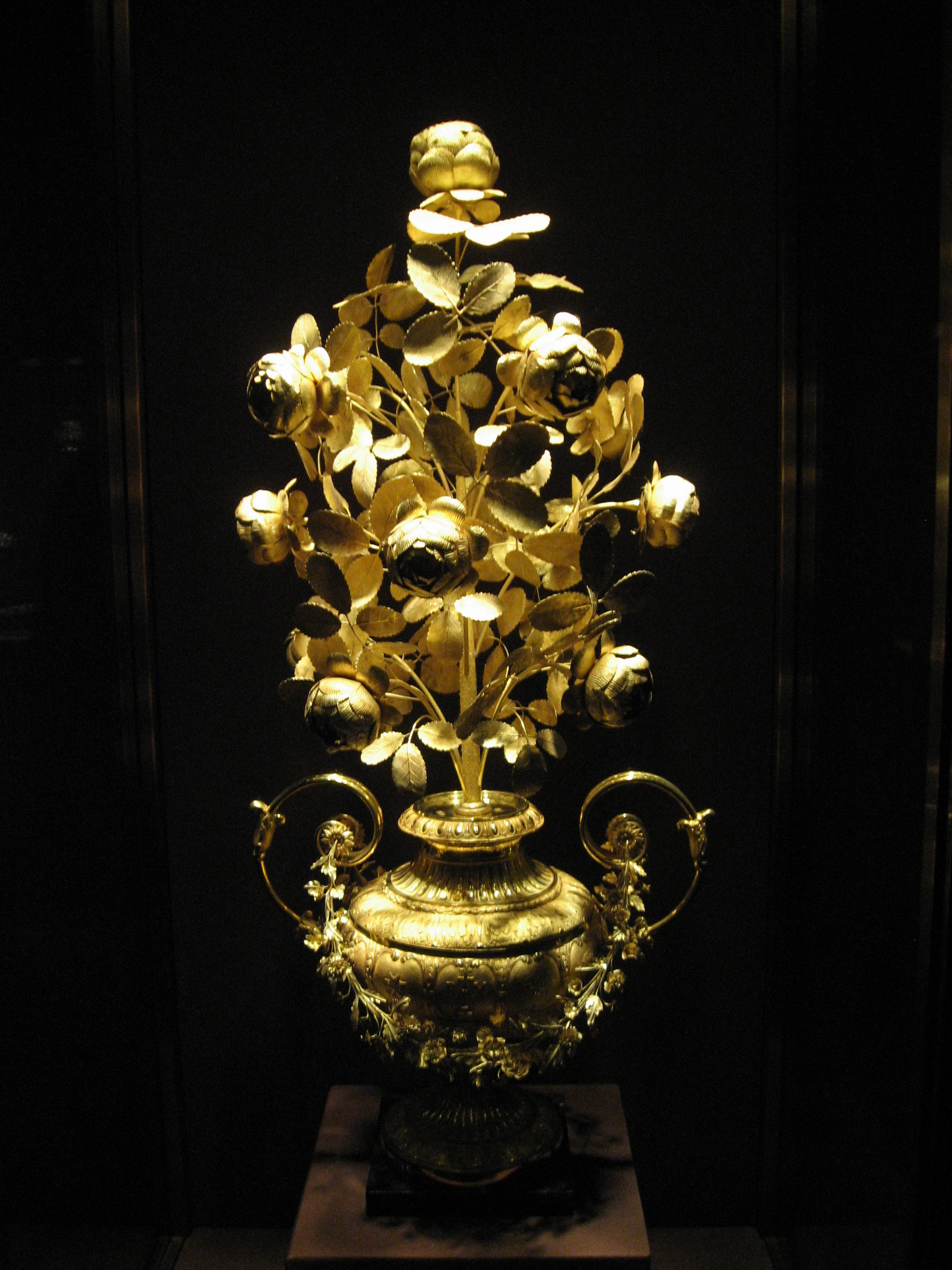
Rosa d'Or feta per Giuseppe i Pietro Paolo Spagna a Roma, cap al 1818/19. Actualment es troba entre les peces del Tresor Imperial del Palau Imperial Hofburg de Viena

La Rosa d'Or del Papa és un ornament que els Papes de l'Església Catòlica beneeixen anualment. Ocasionalment és conferida com un present de reverència o afecció. Entre els receptors s'inclouen esglésies i santuaris, membres de la reialesa, figures militars i governs.

## Significat i simbolisme
La rosa és beneïda el quart diumenge de Quaresma, el Diumenge de Lætare (també conegut com el Diumenge Rosa, quan els ornaments litúrgics morats són substituïts per un de rosa, simbolitzant l'esperança i la joia enmig de la solemnitat de la Quaresma. Durant la Quaresma, els catòlics resen, realitzen penitència i mediten sobre la maldat del pecat i del càstig temible que comporta; mentre que el Diumenge Rosa és una oportunitat per veure més enllà de la mort de Jesucrist al Gòlgota i veure a Crist, el Redemptor, alçant-se en els primers raigs de la Setmana Santa, i omplir-se de joia per això. La flor daurada mostra la majestat de Crist, apropiada car els profetes l'anomenaren la flor del camp i el lliri de les valls (Càntic dels Càntics 2, 1). La seva fragància, d'acord amb el Papa Lleó XIII mostra el dolç aroma del Crist que ha de ser difós arreu pels seus seguidors fidels, i el color vermell i les espines es refereixen a la Passió de Jesús: Per què, doncs, és rogenca la teva roba i duus el vestit com qui ha trepitjat raïm? (Isaïes 63,2)
Diversos títols i sermons papals han explicat el significat místic de la rosa al conferir-la. Innocenci III va dir: Com el Diumenge de Lætare, el dia que aparta la funció, representa l'amor després de l'odi, la joia després del dolor, i la plenitud després de la fam, així la rosa senyala pel seu color, olor i gust l'amor, la joia i la sacietat respectivament, i compara la rosa a la flor referida a Isaïes 11,1: Un rebrot naixerà de la soca de Jessè, brotarà un plançó de les seves arrels.

## Història i desenvolupament de la Rosa actual

### Orígens
El costum de concedir la Rosa substituí l'antiga pràctica d'enviar als mandataris catòlics les Claus d'Or del Confessionari de Sant Pere, un costum introduït pel papa Gregori II (716) o pel seu successor el papa Gregori III (740). Existeix una certa analogia entre la Rosa i les Claus: ambdues estan fetes d'or pur beneït i són lliurades pel Papa a catòlics il·lustres, a més que ambdues tenen reminiscències d'un relicari: la rosa conté almesc i bàlsam, mentre que les plaus són el símbol de la Càtedra de Sant Pere.
La data exacta de la institució de la Rosa és desconeguda. Segons algunes fonts és anterior a Carlemany (742-814), però segons d'altres fonts té el seu origen a finals del segle xii, però realment és anterior a l'any 1050, quan el Papa Lleó IX para de la rosa com una antiga institució en aquella època.
El costum, iniciat quan els Papes es traslladaren a Avinyó, de concedir la rosa al príncep més destacat a la cort papal, continuà després que aquests tornessin a Roma. El Príncep rebria la Rosa del Papa enmig d'una cerimònia solemne, envoltat pel Col·legi de Cardenals des del palau papal fins a la seva residència. Des d'inici del segle xvii, la rosa només va ser enviada a reines, princeses i nobles eminents. Els emperadors, reis i prínceps rebien una espasa, un present més útil; però si un emperador, rei o gran príncep catòlic estava a Roma el Diumenge de Lætare, rebria la Rosa.
L'ofici de portar i conferir la rosa a aquells que vivien fora de Roma va ser encarregat pel papa als cardenals llegats, un latere, nuncis, i delegats apostòlics. El 1895 s'instituí un nou ofici, anomenat Portador de la Rosa d'Or o Guardià de la Rosa d'Or, destinat als membres de les cases reials, sense condició hereditària, i assignada a un camarlenc, càrrec que s'acabà extingint.

### La fabricació
La Rosa

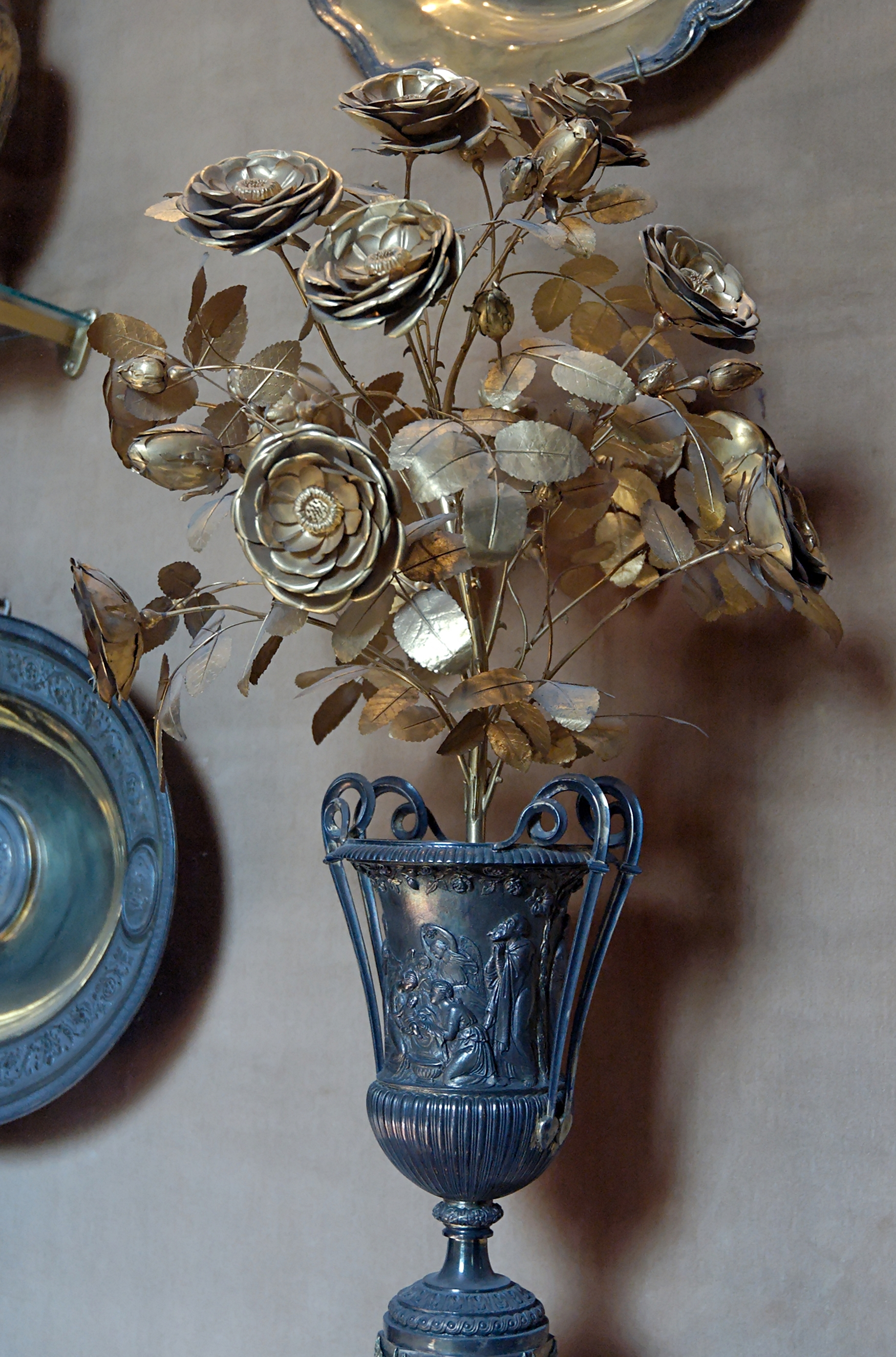
Rosa d'Or de la Biblioteca del Vaticà.

Abans del pontificat de Sixt IV (1471-84) la Rosa d'Or consistia en una simple i única rosa feta d'or pur i pintada en vermell. Posteriorment, per embellir l'ornament però mantenint el seu simbolisme, es deixà de pintar la rosa, però s'incrustaren robins i, posteriorment, s'hi posaren gemmes al cor de la rosa o als seus pètals.
El Papa Sixte IV substituí la rosa única per una branca espinosa amb fulles i diverses roses (déu o més), la més llarga de les guals estava al capdamunt, amb roses més petites al voltant. Al centre de la rosa principal hi havia una tassa petita amb una tapa perforada, on el Papa hi abocava almesc i bàlsam per beneir-la. L'ornament era fet d'or pur. Aquest disseny sixtí es va mantenir, encara que varià la decoració, la mida, l'alçada i el valor. Originàriament feia una mica menys de 3 posaldes d'alt, i era portada pel Papa a la mà esquerra, mentre que beneïa la multitud amb la mà dreta, mentre que anava en processó des de la Basílica de la Santa Creu de Jerusalem de Roma fins al Palau del Laterà. Posteriorment, i en especial quan un vas i un llarg pedestal passaren a formar part de l'ornament, es requeria que un clergue robust la portés, precedint la creu papal a la processó. La rosa enviada a Amàlia Guillema de Brunsvic-Lüneburg, muller de l'emperador Josep I del Sacre Imperi Romanogermànic (coronat emperador per Innocenci XI pesava vint lliures i feia 18 polzades d'alt. Tenia forma de bouquet, amb tres branques que s'unien al capdamunt de la tija, suportant una gran rosa i un grapat de fulles.
El Vas i el Pedestal
El vas i el pedestal que la suporten han variat de material, pes i forma. Inicialment eren fetes d'or, però posteriorment s'emprava plata daurada i or. El pedestal pot ser triangular, quadrangular o octagonal, i està ricament ornamentat amb diversos motius i baixos relleus, a més de la inscripció habitual, al pedestal hi ha gravats l'escut d'armes del Papa que ha ordenat que es fes l'ornament, que l'ha beneït i l'ha concedit.

### Valor de l'ornament
El valor de la rosa varia segons la magnificència del pontífex i de les circumstàncies econòmiques del moment. El Pare Baldassari S.J. afirma que la rosa conferida cap al 1650 costaria uns 500 dòlars. Les dues roses enviades per Alexandre VII estarien valorades en 800 i 1.200 dòlars respectivament. Climent IX n'envià una a la Reina de França que costaria uns 1.200 dòlars, feta de 8 lliures d'or. El treball en aquesta rosa era molt fi, motiu pel qual l'orfebre rebé uns 300 dòlars. Innocenci IX va fer construir una rosa amb vuit lliures i mitja d'or per formar una rosa, que va ser embellida amb diversos safirs, costant uns 1.400 dòlars. Al segle xix no poques de les roses van arribar a costar uns 2.000 dòlars i més.

## Benedicció de la Rosa
Les primeres roses no estaven beneïdes, sinó que la benedicció va ser per atorgar més solemnitat a la cerimònia i introduir-hi una major reverència vers ella per part del receptor. D'acord amb el Cardenal Petra el Papa Innocenci IV (1245-54) va ser el primer a beneir-la, encara que altres fonts indiquen que potser van ser Innocenci III (1198–1216), Alexandre III (1159–81) o Lleó IX (1049–55). Es diu que Lleó IX, el 1051, obligà a les monges del monestir de Bamberg (Francònia) a fornir una Rosa d'Or per ser beneïda i portada el Diumenge de Lætare cada any. El Papa Benet XIV afirmà que la cerimònia de beneir la rosa s'originà a finals del segle xiv o inicis del XI. Catalanus, mestre de cerimònies papal, creu que les primeres roses eren ungides amb almesc i bàlsam, però que la benedicció amb pregàries, encens i aigua beneïda va ser posterior, algun temps abans del pontificat de Juli II (1503-13). Actualment el Papa beneeix la Rosa cada any, però no sempre és una rosa nova i diferent; sinó que es va emprant la mateixa fins que es confereix i se'n fa una de nova.
Originàriament, abans que el papat es desplacés a Avinyó, la Rosa es beneïa a la sagristia del palau on estava el pap; però que la Missa solemne i la donació de la rosa tenia lloc a la Basílica de la Santa Creu de Jerusalem (símbol, segons Innocenci III] de la Jerusalem Celestial). La benedicció era seguida per una Missa solemne cantada pel mateix Papa o pel primer Cardenal Prevere. En el primer cas la rosa era posada sobre un vel de seda vermella ricament brodada en or, i després el Papa la portava a la mà, llevat dels moment de la genuflexió, de l'Introductori, el Confiteor, l'Elevació i el cant el Laudemus in Domino. Amb la Rosa a la mà, el Papa torna processionalment al Palau de Roma; el Prefecte de Roma portava el seu cavall per la brida i l'ajudava a desmuntar. Un cop arribats, donava la Rosa al Prefecte, com a recompensa per aquests actes de respecte i homenatge. Abans de 1305, la Rosa es donava a Roma, però no a estrangers, llevat de l'Emperador el dia de la seva coronació. Mentre que residien a Avinyó (1305-1375), els papes, incapaços de visitar les esglésies i basíliques romanes, realitzaren diverses de les seves funcions sagrades, entre elles la de la benedicció de la Rosa, a la capella privada del seu palau (d'on ve l'origen de la Capella Pontificia). Quan retornaren a Roma van retenir aquest costum (llevat de Sixt V).
Actualment, la benedicció de la Rosa té lloc a la sagristia, i la Missa Solemne té lloc a la capella papal. La Rosa és posada sobre una taula amb ciris encesos, i el Papa, revestit amb una alba, amb l'estola i la capa pluvial en rosa, amb una mitra al cap, comença la cerimònia amb la següent pregària:
Oh Déu! Per la Vostra paraula i poder totes les coses han estat creades, per la Vostra voluntat totes les coses han estat dirigides, preguem humilment a la Vostra Majestat, que sou el goig i l'alegria de tots els fidels, que us digneu a voler en el vostre amor paternal a beneir i santificar aquesta rosa, la més deliciosa en olor i aparença, que en aquest dia portem en senyal de joia espiritual, per tal que el poble consagrat per Vos i alliberat del jou de l'esclavatge de Babilònia pel favor del Vostre Fill Únic, Qui és la glòria i exultació del poble d'Israel i que Jerusalem que és la nostra Mare Celestial, pugui manifestar sincerament els nostres cors amb alegria. Per tant, oh Senyor, en aquest dia, quan l'Església exalça en el Vostre Nom i manifesta la seva alegria en aquest símbol, confereix-nos l'alegria perfecta i veritable acceptant la seva devoció d'avui; perdoneu-nos els pecats, incrementeu-nos la fe, protegiu-nos en la Vostra Misericòrdia, allunyeu-nos de totes les coses adverses a ella i feu-la segura i pròspera, perquè la Vostra Església, com el fruit de les bones obres, pugui unir-se per donar el perfum de l'ungiment d'aquesta flor sorgida de la soca de Jessè i que és la flor mística del camp i el lliri de les valls, i romangui feliç sense fi en la Glòria Eterna juntament amb tots els Sants.
Un cop acaba la pregària, el papa posa encens (lliurat pel cardenal diaca al turiferari i encensa el bàlsam i l'almesc, posant-los a continuació en un petit recipient al cor de la rosa principal. Llavors encensa la Rosa i l'aspergeix amb aigua beneïda. Llavors la dona al clergue més jove de la Cambra, que la porta davant del Papa a la Capella, on és posada sobre l'altar als peus de la Creu sobre un vel de seda vermella ricament brodat, on s'està durant la Missa cantada pel cardenal prevere. Després de la Missa, la Rosa és portada en processó davant del Papa fins a la Sagristia, on es retira fins que sigui atorgada a algun personatge rellevant.

## Receptors

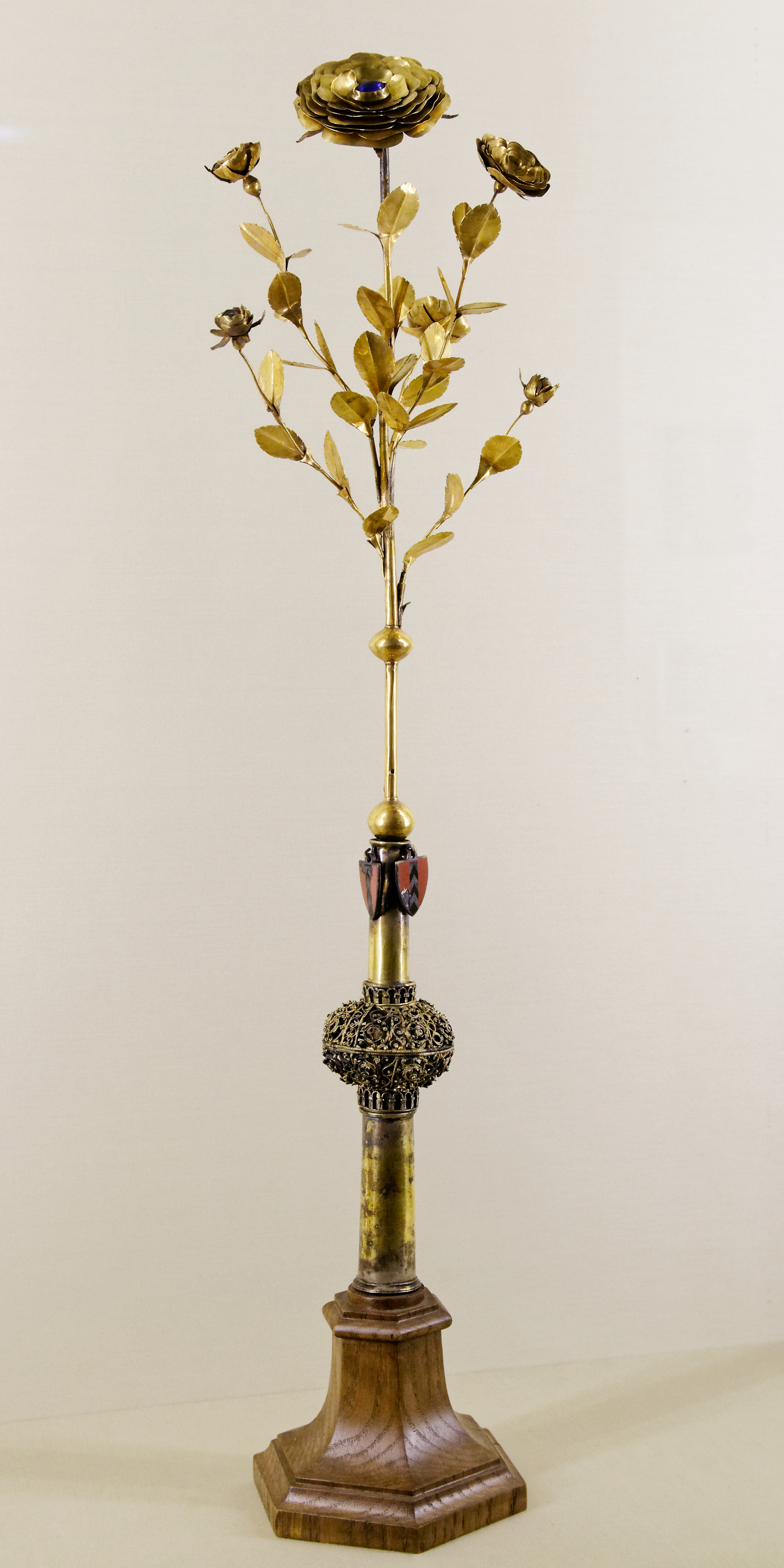
Rosa d'Or de Minucchio da Siena (1330), donada pel Papa Joan XXII a Rodolf III de Nidau, comte de Neuchâtel.

Entre les principals esglésies que han rebut la Rosa estan la Basílica de Sant Pere del Vaticà (5 roses), la Basílica de Sant Joan del Laterà (quatre roses) – d'acord amb algunes fonts, dues de les roses van ser lliurades a la mateixa basílica i dues a la capella anomenada Sancta Santorum), la Basílica de Santa Maria Major (dues roses), el Santuari de Fàtima (dues roses), Santa Maria sopra Minerva (una rosa) i Sant'Antonio dei Portoghesi (una rosa).
Entre la molta gent que l'ha rebut hi ha:
- Falcone, Comte d'Angers (Urbà II; 1096);
- Alfons VII de Lleó i Castella, Rei de Lleó i de Castella (Eugeni III; 1148);
- Lluís VII de França (Alexandre III; 1163);
- Lluís I de Tàrent (Climent VI; 1348);
- Joana I, reina de Nàpols (Urbà V; 1368);
- Martí I l'Humà, comte de Barcelona (Benet XIII d'Avinyó;(1397)[7]
- Segimon I, emperador del Sacre Imperi Romanogermànic (Eugeni IV; 1435);
- Enric VI rei d'Anglaterra (Eugeni IV; 1444);
- Casimir IV Jagelló, rei de Polònia (papa Nicolau V; 1448);
- Frederic III, emperador del Sacre Imperi Romanogermànic, i la seva muller Elionor, coronats el Diumenge de Lætare (1452) i la reberen l'endemà de Nicolau V
- Carles VII de França (Calixt III; 1457);
- Eberhard I, Duc de Württemberg (Sixt IV; 1482)
- Jaume III, rei d'Escòcia (Innocenci VIII; 1486);
- Isabel I, reina de Castella (Alexandre VI; 1493);
- Francesc II Gonzaga, quart marquès de Màntua, (Alexandre VI; 1496)[8]
- Alexandre Jagelló, rei de Polònia (Juli II; 1505);
- Manuel I de Portugal, que rebé dues roses (Juli II el 1506 I Lleó X el 1514)
- Frederic III, Elector de Saxònia (Lleó X; 1518);
- Enric VIII d'Anglaterra, que rebé tres roses (Juli II, Lleó X, i Climent VII el 1524);
- Frederic II Gonzaga, duc de Màntua (Pau III; 1537), a causa de la seva simpatia cap als Pares del Concili de Trento;
- Maria I d'Anglaterra, (Pau IV; 1555);
- Carles IX de França, en celebració per la Massacre del dia de Sant Bartomeu (Gregori XIII; 1572);
- Enric IV de França, (Climent VIII; 1592);
- Margarida d'Àustria, reina d'Espanya, en el dia del seu casament per poders amb Felip III davant del Papa Climent VIII (1598);
- Henrietta Maria de França, Reina d'Anglaterra i Escòcia (Urbà VIII; 1625);
- Marianna d'Espanya, emperadriu romanogermànica (Urbà VIII; 1630);
- Maria Teresa d'Àustria, reina de França (1668), pel naixement del seu fill, el Delfí, de qui Alexandre VII era padrí;
- Elionor Maria Józefa, Reina de Polònia (Climent X; 1672);
- Marie Casimire Louise, muller de Joan III Sobieski, rei de Polònia, Salvador de Viena (Innocenci XI; 1684);
- Amàlia Guillema de Brunsvic-Lüneburg, emperadriu romaogermànica (Innocenci XII; 1699);
- Maria Lluïsa de Savoia, Reina d'Espanya (Climent XI; 1701);
- Violant de Baviera, Gran Princesa de Toscana, Governadora de Siena (Benet XIII; 1726);[9]
- Maria Josepa d'Àustria, Reina de Polònia (Climent XII; 1736)[10]
- Francesco Loredan, Doge de Venècia (Climent XIII; 1759);
- Maria Cristina d'Àustria, Arxiduquessa d'Àstria (Pius VI; 1776);
- Maria Carolina d'Àustria, Reina de Nàpols (Pius VI; 1790);
- Carolina de Baviera, Emperadriu d'Àustria (Pius VII; 1819);
- Maria Teresa d'Àustria-Este,Reina de Sardenya (Lleó XII; 1825);
- Maria Anna, Emperadriu d'Àustria (Gregori XVI; 1832);
- Maria II, Reina de Portugal (Gregori XVI; 1842);
- Maria Pia d'Itàlia, el dia del seu baptisme (Pius IX, el seu padrí, 1849);
- Eugènia de Montijo, Emperadriu dels francesos (Pius IX, 1856)
- Elisabet, emperadriu d'Àustria (Pius IX; 1868);
- Isabel II d'Espanya (Pius IX; 1868);
- Maria Cristina d'Habsburg-Lorena, Reina Regent d'Espanya (Lleó XIII; 1886);
- Isabel del Brasil (Lleó XIII; 1889);
- Amèlia d'Orleans, Reina de Portugal (Lleó XIII; 1892);
- Maria Enriqueta d'Àustria, Reina de Bèlgica (Lleó XIII; 1893);
- Victòria Eugènia de Battenberg, Reina d'Espanya (Pius XI; 1923);
- Elisabet, Reina de Bèlgica (Pius XI; 1926);
- Carlota I de Luxemburg (Pius XII; 1956)
- Mare de Déu de Montserrat (Francesc I; 2023)

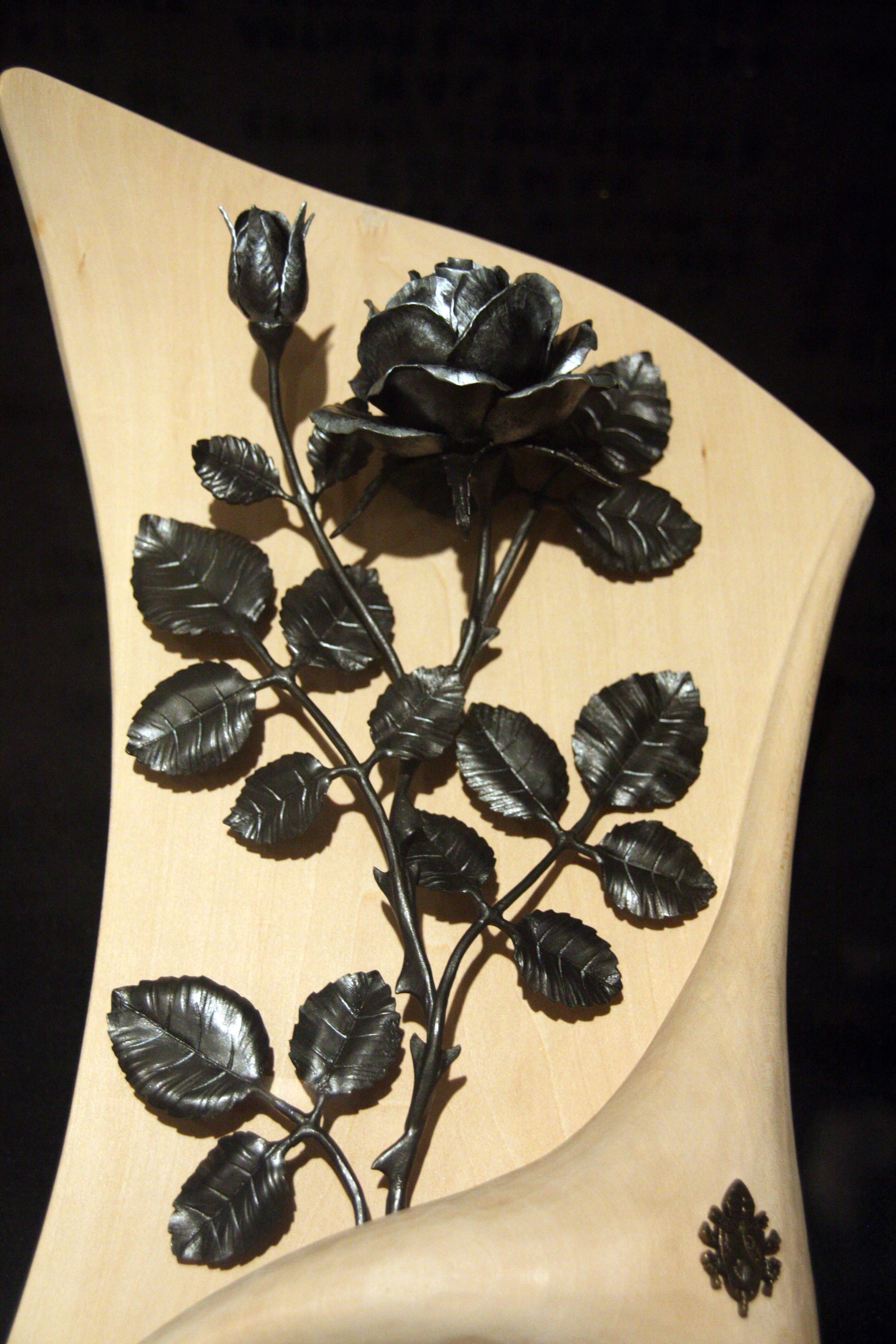
Rosa d'Or presentada a la Basílica del Santuari Nacional de la Immaculada Concepció per Benet XVI

Encara que la rosa ha estat concedida tant a homes com a dones durant el transcurs de la història, no ha estat concedida a cap home des del segle xviii, convertint-se des del segle xix en una distinció femenina. A la segona meitat del segle xx, les concessions de la Rosa d'Or esdevingueren molt estranyes, i totes les Roses concedides després de la mort de Pius XII només ha estat atorgada a llocs, principalment basíliques. Així doncs, la concessió de la Rosa Daurada pot considerar-se com un gran privilegi.
El Papa Pau VI, per exemple, només la concedí en 5 ocasions durant el seu pontificat, que s'estengué entre 1963 i 1978, i totes elles concedides a llocs de devoció. Joan Pau II va concedir-la al Monestir de Jasna Góra a Polònia, el Santuari de Nostra Senyora de Lourdes a França, el Santuari de Knock a Irlanda i l'Oratori de Sant Josep al Canadà, a la Verge de Loreto, a Nostra Senyora de l'Evangelització de Lima (Perú)
A inicis del segle xxi, Benet XVI l'ha concedit amb més assiduïtat, encara que cap ha estat concedida a una persona; sinó que Benet XVI ha continuat amb la pràctica habitual des de 1960 de concedir-la a llocs de devoció en lloc de a persones. Benet XVI ha realitzat 11 concessions de la Rosa d'Or. La primera va ser el 2006, al Santuari de Jasna Góra (Częstochowa - Polònia). Dos més van ser concedida a la Basílica de Nostra Senyora d'Aparecida (Brasil) i a la Basílica Mariazell (Àustria) el 2007. El 2008, durant el seu pelegrinatge apostòlic als Estats Units, concedí la Rosa d'Or a la Basílica del Santuari Nacional de la Immaculada Concepció de Washington, D.C.. La cinquena rosa va ser concedida al Santuari de Nostra Senyora de Bonaria a Cagliari (Itàlia) el 8 de setembre del 2008; la sisena va ser lliurada al Santuari Pontifici de Nostra Senyora de Pompeia el 19 de d'octubre del 2008. La setena rosa va ser concedida al Santuari de Nostra Senyora d'Europa (Gibraltar) el 5 de maig del 2009 També s'han concedit roses a la Verge de la Cabeza de Jaén (Espanya) el 2009; i al Santuari de Nostra Senyora de Ta' Pinu (Malta) el 2010. La desena rosa va ser concedida al Santuari de Fàtima el 12 de maig de 2010, durant la seva visita apostòlica a Portugal. El 2 de febrer del 2011 lliurà l'onzena rosa, aquesta a la Basílica de Nostra Senyora de Scherpenheuvel (Bèlgica). L'Arquebisbe de Malines-Brussel·les, Monsenyor André-Jozef Léonard, la portarà a Scherpenheuvel el 15 de maig del 2011, durant una celebració especial.
El 2023, en motiu de la peregrinació que la Confraria de la Mare de Déu de Montserrat, va fer al Vaticà, amb la representació monacal, arran dels 800 anys de la seva fundació, el Papa Francesc I atorgà la Rosa d'Or a la Moreneta per la difusió que ha fet de la devoció mariana al llarg dels segles.